# 307e régiment d'infanterie (France)
Pour les articles homonymes, voir 307e régiment.
Le 307e régiment d'infanterie (307e RI) est un régiment d'infanterie de l'Armée de terre française constitué en 1914. Il combat pendant la Première Guerre mondiale, à l'issue de laquelle il est dissous. Recréé au début de la Seconde Guerre mondiale, il disparait en juin 1940 lors de la bataille de France.

## Création et différentes dénominations
- août 1914 : formation du 307e régiment d'infanterie avec les bataillons de réserve du 107e régiment d'infanterie
- février 1919 : dissolution
- septembre 1939 : nouvelle formation
- juin 1940 : capture du régiment

## Chefs de corps
- août - septembre 1914 : lieutenant-colonel Gary[1]
- septembre 1914 - septembre 1916 : lieutenant-colonel Maritz[1]
- octobre - décembre 1916 : lieutenant-colonel Igert[1]
- décembre 1916 - mars 1918 : lieutenant-colonel Geay de Montenon[1]
- mars - août 1918 : lieutenant-colonel Tourlet[1]
- août 1918 : lieutenant-colonel Blondel[1]
- août 1918 - février 1919 : lieutenant-colonel Lemaitre[1]
- septembre 1939 : lieutenant-colonel Lucas[2]

## Historique des garnisons, combats et batailles du307eRI

### Première Guerre mondiale

#### Affectations
- 62e division d'infanterie d'août 1914 à février 1919[3]
  - 124e brigade d'août 1914 à avril 1917
  - Infanterie divisionnaire d'avril 1917 à février 1919

#### 1914
Le 307e RI est le régiment de réserve du 107e RI : il appartient à la 124e brigade : 62e division d'infanterie, 12e région. En 1914, le régiment est constitué de deux bataillons : le 5e bataillon avec les 17e, 18e, 19, 20e compagnies et le 6e bataillon avec les 21e, 22e, 23e, 24e compagnies. Le régiment compte 2 216 officiers, sous-officiers et hommes de troupe, 139 chevaux et 18 mulets.
Lors du combat de Moislains le 28 août 1914, le régiment aura comme perte : 3 blessés et 1 246 disparus.

#### 1918

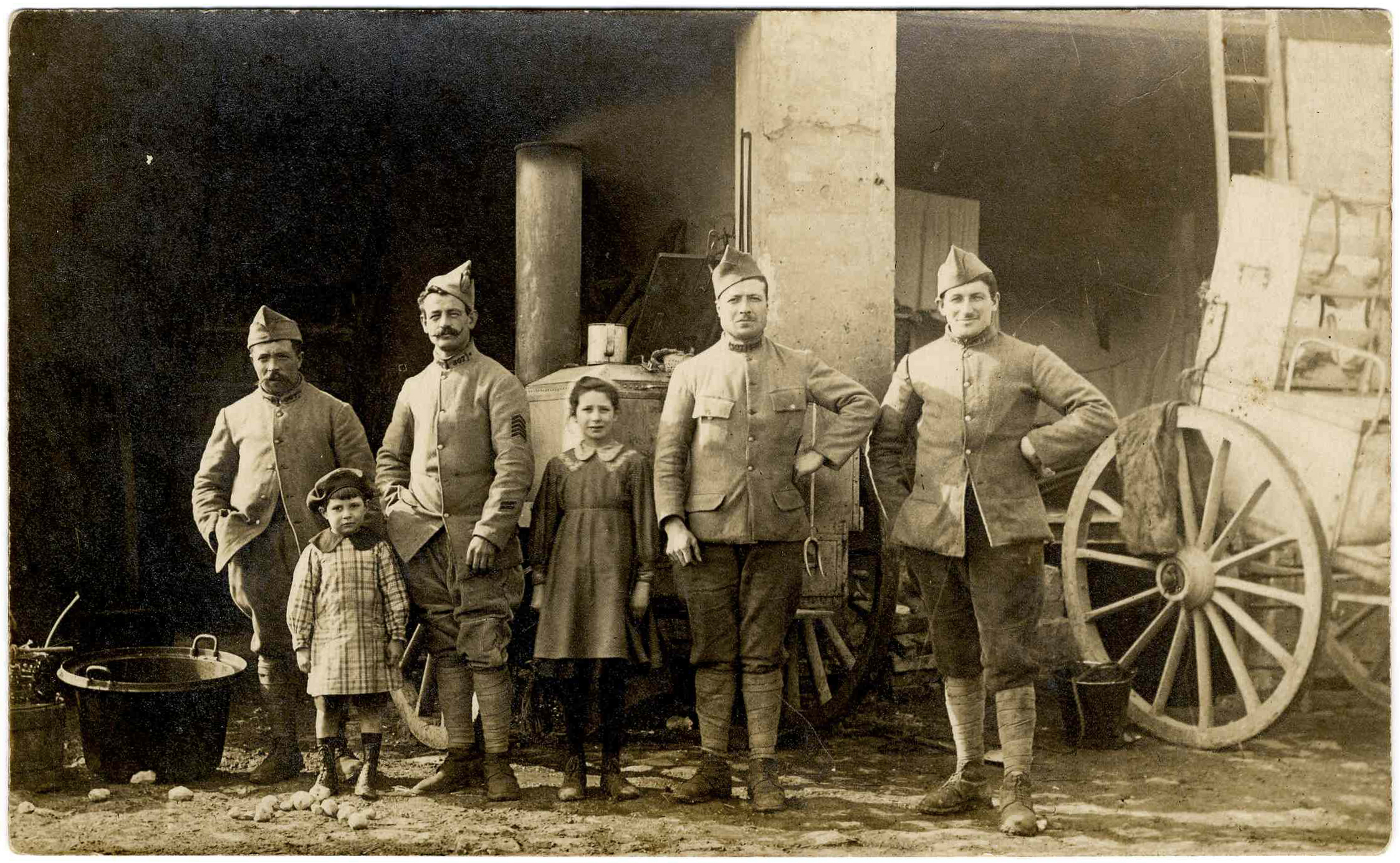
Groupe de soldats du, avec des enfants, à Saint-Brice-sous-Forêt en mars 1918.

#### 1919
Le régiment est dissous le 25 février 1919.

### Seconde Guerre mondiale
Le régiment est recréé dans le secteur de Limoges le 10 septembre 1939 par le centre mobilisateur d'infanterie 94. Régiment de réserve de type B constitué de trois bataillons, il est rattaché à la 62e division d'infanterie.
Il est capturé entre le 21 et le 23 juin 1940 avec le reste de sa division. 

## Drapeau

Dessin du revers du drapeau du.

Le drapeau du régiment porte les inscriptions :
- La Somme 1916
- Tardenois 1918
- La Serre 1918

La fourragère aux couleurs de la croix de guerre 1914-1918 lui est décernée en janvier 1919.

## Personnages célèbres ayant servi au307eRI
- Lieutenant Antoine Monis, blessé au bras et fait prisonnier lors du combat de Moislains le 28 août 1914.

### Sources et bibliographie
- 307e régiment d'infanterie : historique du régiment pendant la Grande guerre 1914-1918, Angoulême, Imprimerie Claude Helluy & Cie, 1920, 32 p., lire en ligne sur Gallica.
- Service historique des Armées, Les grandes unités françaises: historiques succincts (GUF), vol. 2, Imprimerie nationale, 1967 (lire en ligne).
- Jeannick Weyland, « Le 307e RI : Un régiment charentais dans la Grande Guerre (1914 à 1918) », Annales du GREH, no 24,‎ 2005.